# Trương Thái Hằng
Trương Thái Hằng (tiếng Trung: 张太恒; 5 tháng 3 năm 1931 – 29 tháng 1 năm 2005) là một thượng tướng Quân Giải phóng Nhân dân (PLA). Ông là đại biểu của Đại hội đại biểu nhân dân toàn quốc lần thứ VI, VII và VIII. Ông từng là thành viên Ủy ban Thường vụ Hội nghị Hiệp thương Chính trị Nhân dân Trung Quốc lần thứ 9.

## Tiểu sử
Trương Thái Hằng sinh ra ở Quảng Nhiêu, Sơn Đông, vào ngày 5 tháng 3 năm 1931. Ông nhập ngũ vào Bát lộ quân vào tháng 9 năm 1944, và gia nhập Đảng Cộng sản Trung Quốc vào tháng 5 năm 1948.
Sau khi thành lập Nhà nước Cộng sản, ông làm việc tại Quân khu Nam Kinh. Vào tháng 6 năm 1985, ông trở thành Phó Tư lệnh Quân khu Thành Đô, lên làm Tư lệnh vào tháng 4 năm 1990. Ông trở thành Tư lệnh Quân khu Tế Nam vào tháng 10 năm 1992, phục vụ cho đến tháng 11 năm 1996.
Ngày 29 tháng 1 năm 2005, ông qua đời vì bạo bệnh tại Bắc Kinh, hưởng thọ 73 tuổi. Ông được thăng quân hàm trung tướng vào năm 1988 và thượng tướng vào tháng 6 năm 1994.